# Aristolochia baetica
Aristolochia baetica  (лат.) — вид двудольных растений рода Кирказон (Aristolochia) семейства Кирказоновые (Aristolochiaceae).
Видовое латинское название указывает на место произрастания вида — Бетика. Растение встречается в Алжире, Марокко, Гибралтаре, Испании и Португалии.
Это ядовитое многолетнее вьющееся растение, стебли которого голые и достигают длины 5 м. Это вечнозелёное растение. Цветки длиной от 2 до 5 сантиметров, а их окраска варьирует от коричнево-фиолетового до красного цвета. Растение цветёт с мая по июнь. Листья расположены поочерёдно, зелёные, сердцевидные, длиной до 10 см.